# Jen császár
Jen császár (Yan császár) (magyarul: „láng császár” vagy „lángszínű császár”) a Nap istene, a Dél ura, a lángok parancsolója, nyár istene az ókori kínai mitológiában. Egyes források szerint a Sárga Császár testvére, akivel szemben alulmaradt a kettejük között dúló háborúban. A kínaiak a mai napig gyakorta Jen (Yan) császár és a Sárga Császár leszármazottainak tekintik magukat.

## Alakja és legendái
Korai források tanúsága Jen (Yan) császár a testvérével, a Sárga Császárral felesben osztoztak az uralkodásban. Az államok beszélgetései című műben az olvasható, hogy Jen (Yan) császár és a Sárga Császár is a mitikus uralkodó, Sao-tien (Shaodian) fiai voltak, akik különböző elemek jegyében uralkodtak, és eltérő nemzetségnevet (si (shi) 氏) viseltek. Jen (Yan) császár nemzetségneve Csiang (Jiang) 姜 volt, ami feltételezhetően a korabeli kínai világ nyugati határain élt, egykori állattartó törzsekkel hozható összefüggésbe. Modern kutatások feltételezik, hogy a Sárga Császár és Jen (Yan) császár is egy-egy törzsfő lehetett, sőt a két törzs etnikai rokonsága sem zárható ki. Mindkét törzs a Sárga-folyó azon vidékén élt, amelyet ma a kínai civilizáció bölcsőjének tekintenek,  és olyan társadalmi szerveződésben, amelyet a mai kínai történelemtudomány úgynevezett „primitív társadalomként” (jüan-si sö-huj (yuanshi shehui) 原始社會) aposztrofál. A legendák szerint egy idő után a két törzs között a területi terjeszkedés, a hatalom megszerzése és a belső rend megszilárdítása miatt a fegyveres konfliktus elkerülhetetlenné vált.
A történetíró feljegyzései szerint a hegemóniára törekvő Sárga Császár elhatározta, hogy megbünteti a nép azon vezetőit, akik nem jelennek meg előtte az adóval. Amikor azok meghallották a szándékát, mindannyian ajándékokkal járultak elébe. Egyedül testvére, Jen (Yan) császár (Jen-ti (Yandi) 炎帝) nem volt hajlandó meghajolni akarata előtt. A Sárga Császár ekkor összegyűjtötte a maga idomította tigriseket, medvéket és más fenevadakat, s összecsapott Jen (Yan) császárral Pancsüan (Banquan)nál. A hagyományos kínai történetírás erről a csatáról, mint a legelső kínai fegyveres konfliktusról emlékezik meg. A csatából a Sárga Császár került ki győztesen. A kései filozófiai szövegekben ezt a háborút, mint az eső, a víz és a tűz csatáját magyarázzák.
Ezt követően a Sárga Császár másik legnagyobb ellenfele a kilenc li (csiu-li (jiuli) 九黎) nevű törzs vezetője, Cse Ju (Chi You) volt, akiről úgy tartják, hogy Jen (Yan) császár leszármazottja lehetett. Egyes források szerint Cse Ju (Chi You) legyőzte Jen (Yan) császárt, és elfoglalta a déli földeket, majd pedig háborút indított a Sárga Császár ellen. Más változatok szerint azért támadt rá a Sárga Császárra, hogy bosszút álljon Jen (Yan) császárért.
Létezik olyan feljegyzés, amely szerint Jen (Yan) császár nevéhez fűződik a földművelés feltalálása. A legenda szerint Jen (Yan) császár uralkodása idején megjelent egy vörös színű madár, csőrében kilenc gabonaszállal. Ezeket a gabonaszálakat leejtette a földre, Jen (Yan) császár pedig felszedegette a magokat, majd elültette azokat. Aki evett az így megérett gabonából, halhatatlanná vált. Jen (Yan) császár alakja már ókorban összemosódott az első földművesként tisztelt Sen-nung (Shennong)éval, így a róluk szóló mítoszokat sokszor igen nehéz megkülönböztetni.
Létezik olyan legenda is, amely szerint Jen (Yan) császár az utódjával, Csu-zsung (Zhurong)gal, a tűz istenével együtt kormányozta a déli földeket.